# Roche-lez-Beaupré
Roche-lez-Beaupré település Franciaországban, Doubs megyében. Lakosainak száma 2185 fő (2022. január 1.). Roche-lez-Beaupré Amagney, Chalèze, Novillars, Thise és Vaire községekkel határos.

## Népesség
A település népessége az elmúlt években az alábbi módon változott:
| Lakosok száma | 1170 | 1586 | 1663 | 2070 | 2020 | 2053 | 2111 | 2157 | 2169 | 2185 |
|               | 1968 | 1982 | 1990 | 2006 | 2013 | 2015 | 2017 | 2019 | 2020 | 2022 |